# Taylor Glockner
Pour les articles homonymes, voir Glockner.
Taylor Glockner (né le 30 juillet 1991 à Brisbane à Queensland en Australie) est un acteur et producteur australien connu pour son rôle dans le soap-opera Les Voisins où il interprète le rôle de Mason Turner. Il a aussi joué le rôle principal dans la série télévisée nommée Conspiracy 365 où il interpréta le rôle de Boges aux côtés de Harrison Gilbertson. En 2015, il obtient le rôle principal dans la troisième saison de la série télévisée australienne Les Sirènes de Mako, la série dérivée de H2O. Celui-ci a eu un rôle en tant qu'invité dans la seconde saison. En 2013, Glockner commence sa carrière de producteur en produisant le court-métrage de Kaiya Jones nommé Coping qui dure sept minutes.

## Biographie
Taylor Glockner est né le 30 juillet 1991 à Brisbane à Queensland en Australie. Il a assisté à l'église anglicane Grammar School puis à l'Université de technologie du Queensland, où il a reporté un cours d'études commerciales à rejoindre le programme à temps plein agissant à la Film and Television Studio International dans le West End. Glockner a été diplômé en mai 2011.

## Carrière
Deux semaines après avoir été diplômé de l'école d'art dramatique, Glockner a eu le rôle de Boges dans la mini-série Conspiracy 365, basée sur les romans de Gabrielle Lord. Il a d'abord auditionné pour le rôle de Cal Ormond, mais c'est l'acteur Harrison Gilbertson qui l'a eu. Cependant, Glockner a impressionné les agents du casting et ils réécrivent le personnage de Boges ce qui le rend plus important dans la série. Glockner reste avec sa tante à Melbourne pour le tournage de Conspiracy 365. Après la fin de Conspiracy 365, Glockner fait également une apparition dans The Calls Strange qui est diffusée sur ABC2.
En novembre 2012, Glockner rejoint le casting du soap-opera Les Voisins dans le rôle de Mason Turner. Glockner avait déjà auditionné pour des rôles en tant qu'invité dans le soap-opera mais les producteurs ont décidé qu'ils voulaient développer un personnage à long terme. Glockner avait un contrat de deux ans avec Les Voisins, mais le 3 décembre 2013, il a été annoncé que Glockner quittait la série. Les producteurs de la série ont ressenti que l'acteur avait besoin de repos après avoir tourné environ 1 000 scènes en un an. L'acteur a dit qu'il ne part pas définitivement.
En mai 2014, Glockner obtient un rôle de Finn dans le film indépendant No Two Snowflakes, réalisé par Ron V. Brown.
En 2015, Glockner est apparu en tant qu'invité dans la seconde saison de la série télévisée australienne Les Sirènes de Mako. Il a repris le rôle mais cette fois-ci en tant que personnage principal dans la troisième saison. Il y interprète le rôle de Chris. Il mesure 1,82 m.

## Filmographie
| Année       | Titre                 | Rôle           | Notes                                  |
| ----------- | --------------------- | -------------- | -------------------------------------- |
| 2010        | The Verge             |                | 1 épisode                              |
| 2011        | Son Altesse Alex      | DJ             | 2 épisodes                             |
| 2012        | The Strange Calls     | Bosh Mackenzie | 1 épisode                              |
| 2012        | Conspiracy 365        | Boges          | 12 épisodes                            |
| 2013–2014   | Les Voisins           | Mason Turner   | 125 épisodes                           |
| 2014        | Neighbours vs Zombies | Mason Turner   | Web-série                              |
| Depuis 2015 | Les Sirènes de Mako   | Chris          | Invité (Saison 2) Principal (Saison 3) |